# Castello di Noltland

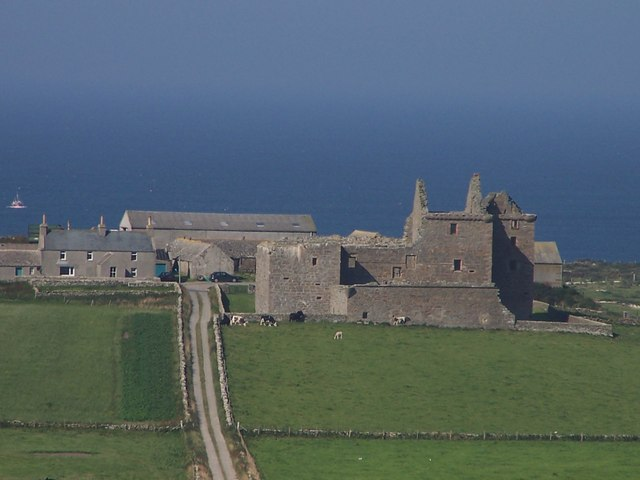
Veduta del castello di Nortland

Il castello di Noltland (in inglese Noltland Castle) è un castello fortificato in rovina situato nei pressi del villaggio scozzesi di Pirowall, nell'isola di Westray (isole Orcadi), e costruito tra il 1560 al 1574 dalla famiglia Balfour.

## Storia
Notizie su un castello in loco si hanno già in un resoconto di un tale Jo Ben risalente al 1529, in cui si parla di una fortezza non terminata: si trattava però probabilmente di un altro castello. Il territorio di Nortland venne infatti ceduto, insieme al resto del territorio dell'isola di Westray, nel 1560 da Adam Bothwell, vescovo delle Orcadi, al cognato Gilbert Balfour, il quale decise di rafforzare il suo ruolo come sceriffo delle Orcadi realizzando una fortezza in loco.
Nel 1567, il castello di Noltland venne abbandonato da Gilbert Balfour, costretto a fuggire in Svezia dopo aver partecipato al complotto che portò all'omicidio di Enrico Stuart, Lord Darnley, il secondo marito della regina Maria di Scozia. Il castello divenne così di proprietà di Robert (o Patrick) Stewart, futuro conte delle Orcadi nel 1572, ma due anni dopo tornò in possesso della famiglia Balfour dopo che Stewart venne arrestato per tradimento.
Il castello venne quindi riconquistato dopo un assedio da truppe fedeli a Stewart nel 1598, prima di tornare qualche anno dopo nelle mani della famiglia Balfour, che nel 1606 lo cedette a Sir John Arnott, futuro sceriffo delle Orcadi. In seguito, nel 1560 il castello venne probabilmente dato alle fiamme dai Covenanti.
Sempre nel corso del XVII secolo, vennero realizzati nella parte meridionale del castello vari edifici abitativi, che furono utilizzati almeno fino alla secondo metà del secolo successivo. Tuttavia, sembra che all'epoca della loro realizzazione, il corpo principale del castello fosse già in stato di rovina.
Tra il 1873 e il 1874, nell'area del castello vennero effettuati degli scavi che riportarono alla luce alcuni scheletri.

## Architettura
Il castello è a pianta a forma di Z e le sue mura sono spesse 7 piedi. La facciata principale misura circa 26,5x11 metri: orientata da est a ovest, è sorretta da torri dell'altezza di 8 metri.
La facciata reca un'iscrizione tratta dall'Esodo, ovvero When I see blood I will pass over you in the night.
Il castello è dotato di 71 fessure per l'inserimento di cannoni: si tratta del numero più alto presente nei vari castelli di tutta la Scozia.